# Espejo de paciencia
Espejo de Paciencia es un poema escrito en 1608 por Silvestre de Balboa, escribano del cabildo de Santa María del Puerto del Príncipe. Se la considera como la primera obra literaria cubana.

## Reseña
La obra trata un relato verídico acaecido en el puerto de Manzanillo en 1604, cuando el Obispo de la Isla de Cuba Don Juan de las Cabezas Altamirano, realizaba una visita a las haciendas en Yara cuando fue secuestrado por el corsario francés Gilberto Girón, con la intención de hacer pagar a la villa un enorme rescate. Cuenta la obra de cómo los vecinos de Bayamo se reunieron bajo el mando de Gregorio Ramos, acordaron atacar al corsario cuando se estuviese produciendo el intercambio. Se entabló una cruenta lucha en la que los corsarios son derrotados y su jefe pierde la vida a manos del esclavo Salvador Golomon.

## Descubrimiento
La obra se mantuvo oculta en la villa, incluso sobreviviendo al incendio que destruyó la ciudad en 1816, y luego descubierta  por  José Antonio Echeverría  dentro de los archivos de la Sociedad Patriótica de La Habana. Dos años después fue publicada en el periódico El Plantel, logrando de esta manera hacer conocer la obra literaria de mayor antigüedad en la isla caribeña.